# Världsnaturfonden WWF
Världsnaturfonden WWF (engelska: World Wide Fund for Nature, ursprungligen World Wildlife Fund) är en internationell organisation inom miljö- och naturvård. Den bildades 1961 och är en partipolitiskt obunden ideell organisation. Internationellt sett är den en av de största privata miljö- och naturvårdsorganisationerna. Den har sitt huvudkontor i Gland i Schweiz.

## Verksamhet
WWF vill arbeta för att hejda förstörelsen av jordens naturliga livsmiljöer och bygga en framtid där människor lever i harmoni med naturen genom att:
- bevara världens biologiska mångfald
- verka för att förnybara naturresurser används på ett hållbart sätt
- minska föroreningar och ohållbar konsumtion.

WWF sysslar främst med olika miljö- och naturvårdsprojekt, både lokalt och globalt, för att skydda den biologiska mångfalden, återskapa naturliga livsmiljöer och underlätta att naturresurser används på ett uthålligt sätt. WWF arbetar också med exempelvis inrättande och skötsel av nationalparker. Man arbetar för att hitta lösningar för att hejda klimatförändringar och påverka ohållbar matproduktion samt de underliggande globala drivkrafterna för förlusten av natur: finansiella system, governance (styrning) och marknader. Organisationen är också initiativtagare till Earth Hour, idag världens största miljömanifestation, som startades av WWF Australien i Sydney 2007. År 2022 deltog människor från 192 länder.

### De fem B:ena
Enligt WWF måste vi människor bli bättre på att minska utsläppen från de fem B:ena:
- bilen (transporter)
- biffen (maten)
- bostaden (boende)
- butiken (konsumtion)
- börsen (sparande)

## Historik
Ett stort steg för att uppföra organisationen hände den 29 april 1961 i Schweiz då grunddokumentet kom till som signalerade WWF:s början som vi känner till idag. Den 11 september 1961 blir organisationen Världsnaturfonden WWF (World Wide Fund for Nature) grundad och registrerad och så kunde det internationella insamlingsuppdraget formellt börja. Det första kontoret öppnade. Steg för steg bildades ett nätverk nationella organisationer och idag finns projektkontor med varierande grad av självständighet över hela världen med projekt i cirka 100 länder. Verksamheten finansieras till största delen med gåvor från allmänheten. År 2022 hade WWF omkring 6 miljoner bidragsgivare över hela världen. Det centrala kontoret ligger fortfarande i Schweiz.
2008 hade organisationen 447 miljoner euro i omsättning. År 2022 hade organisationen cirka 8 000 anställda.
På grund av det utökade aktivitetsområdet ändrades 1986 namnet till World Wide Fund for Nature. I USA och Kanada används alltjämt det gamla namnet, och därför heter det nu bara WWF vid internationell kontakt.

## Sverige
I Sverige grundades Stiftelsen Världsnaturfonden WWF år 1971, och i Sverige har (2022) organisationen sitt säte i Ulriksdals slott i Solna. Syftet var att dels bidra till finansiering av den internationella verksamheten och att dels anslå medel till svensk forskning, utbildning och praktisk naturvårdsverksamhet.
Idag bedriver WWF naturvårdsverksamhet till stor del i egen regi där huvuduppgiften är att skydda den biologiska mångfalden och främja naturresursernas uthålliga nyttjande, både i Sverige och globalt samt att minska de ekologiska fotavtrycken. Organisationen själv skriver att "WWF arbetar för att hejda förstörelsen av jordens naturliga livsmiljöer och bygga en framtid där människor lever i harmoni med naturen".
Naturvårdsverksamheten är organiserad i sex avdelningar: Skog & Arter; Hav & Vatten; Mat, Klimat & Energi; Governance & Policy; Näringsliv samt Finans.
Generalsekreterare Gustaf Lind (sedan 2021) ansvarar för kansliets verksamhet och det löpande arbetet. Under åren 2010–2021 var Håkan Wirtén generalsekreterare.
2013 startade WWF Sverige en ungdomsdriven verksamhet, WWF Sweden Youth, med ungdomar från hela Sverige. Det är ett ideellt ledarskapsprogram som syftar till att träna dagens och morgondagens hållbarhetsledare.

## Finland
I Finland grundades Världsnaturfonden WWF år 1972. Organisationen har sitt säte i Sörnäs i Helsingfors. Liisa Rohweder är generalsekreterare.

## WWF:s symbol
Symbolen för WWF är en stiliserad panda som först skissades av Gerald Watterson och sedan färdigställdes av Peter Scott.